# Carl Bosse
Carl Bosse (* 30. Juni 1907 in Wien; † 8. September 1981 ebenda) war ein österreichischer Schauspieler und Hörspielsprecher.

## Leben und Wirken
Bosse erhielt seine künstlerische Ausbildung Ende der 1920er Jahre. Seit 1930 ist er in den kommenden anderthalb Jahrzehnten an so unterschiedlichen Spielstätten wie der Wiener Renaissance-Bühne, das Deutsche Theater von Mährisch-Ostrau, die Sommerbühne von Marienbad, das Stadttheater von Aussig (allesamt im böhmischen Teil der Tschechoslowakei), den Städtischen Bühnen von Graz sowie erneut in Mährisch-Ostrau nachzuweisen.
1945 fand sich Bosse wieder in Wien ein und wirkte in den kommenden Jahren ausschließlich am Wiener Volkstheater. Nach einer Stippvisite am Berner Ateliertheater kam Bosse Ende der 1950er Jahre an Wiens Theater in der Josefstadt, dem er bis fast zuletzt angehören sollte. Ebenfalls kurz nach Kriegsende begann Carl Bosse intensiv zu filmen. Er spielte zunächst zahllose Episodenrollen zunächst in Kinoproduktionen, seit 1958 ausschließlich in Fernsehfilmen. Im Jahr 1981, kurz vor seinem Tode, spielte er sehr erfolgreich in den Wiener Kammerspielen, unter der Regie von Peter Loos (neben Maxi Böhm, der die Rolle des Ministerialsekretärs Wurmser mimte), im Theaterstück von Arnold und Bach Weekend im Paradies, die Rolle des Sektionsrats Maurer.

## Filmografie
Bis 1956 in Kinofilmen, danach in Fernsehproduktionen:
- 1932: Die vom 17er Haus
- 1946: Die Welt dreht sich verkehrt
- 1950: Das vierte Gebot
- 1950: Der Seelenbräu
- 1951: Kleiner Peter, große Sorgen (Stadtpark)
- 1953: Franz Schubert – Ein Leben in zwei Sätzen
- 1955: Du bist die Richtige
- 1955: Um Thron und Liebe
- 1956: Rosmarie kommt aus Wildwest
- 1956: Kaiserjäger
- 1958: Ihr Bräutigam
- 1959: Brillanten aus Wien
- 1960: Das Spiel vom lieben Augustin
- 1961: Höllenangst
- 1961: Die Verschwörung des Fiesco zu Genua
- 1962: Der Unschuldige
- 1962: Der einsame Weg
- 1963: Leocadia
- 1963: Ein schöner Herbst
- 1964: Ein Volksfeind
- 1965: Der Himbeerpflücker
- 1966: Zeit der Kirschen
- 1966: Krach im Hinterhaus
- 1966: Die Fiakermilli
- 1967: Der Arzt wider Willen
- 1968: Weekend
- 1968: Reiterattacke
- 1969: Bei Tag und bei Nacht
- 1970: Die Türken kommen
- 1970: Das Geld liegt auf der Bank
- 1970: Ein gebildeter Hausknecht
- 1971: Ubu
- 1971: Kaiser Karls letzte Schlacht
- 1971: Geliebtes Scheusal
- 1972: Lauter liebe Leute
- 1973: Nichts als Erinnerung
- 1973: Die beiden Nachtwandler oder Das Notwendige und das Überflüssige
- 1974: Tatort: Mord im Ministerium
- 1981: Weekend im Paradies

## Hörspiele (Auswahl)
- 1960: Gerhard Fritsch, Franz Hiesel: Die Reise nach Österreich (4. Teil: Lokaltermin) – Regie: Gerlach Fiedler
- 1960: Hermann Gressieker: Seneca und die goldenen Jahre – Regie: Oswald Döpke
- 1961: Hermann Broch: Die Entsühnung – Bearbeitung und Regie: Ernst Schönwiese
- 1967: Hellmut Butterweck: Das Wunder von Wien – Regie: Heinz Hostnig
- 1975: Jan Rys: Gespräche an Tischen. Kunstkopf-Hörspiel – Regie: Ulrich Gerhardt